# Amt Frauensee
Das Amt Frauensee war eine territoriale Verwaltungseinheit der Landgrafschaft Hessen und ab 1567 der Landgrafschaft Hessen-Kassel. Es kam 1816 zum Großherzogtum Sachsen-Weimar-Eisenach.
Bis zur Verwaltungs- und Gebietsreform des Großherzogtums Sachsen-Weimar-Eisenach im Jahr 1850 und der damit verbundenen Auflösung bildete es als Amt den räumlichen Bezugspunkt für die Einforderung landesherrlicher Abgaben und Frondienste, für Polizei, Rechtsprechung und Heeresfolge.

## Geographische Lage
Das Gebiet des Amts Frauensee lag in einem Seitental der mittleren Werra, zwischen Thüringer Wald und Rhön. Das Dorf Frauensee liegt am gleichnamigen See und wird vom Frauenseer Forst umgeben, welcher den nördlichen Teil des Salzunger Werraberglandes bildet. Während der Zugehörigkeit zu Hessen war das Amt fast eine Exklave in sächsisch-ernestinischem Umland. Nur im Westen war es mit hessischem Territorium verbunden. Die Höfe Rienau und Auenheim waren Exklaven im benachbarten Hausbreitenbach.
Das Amtsgebiet liegt heute im Westen des Freistaats Thüringen und gehört zum Wartburgkreis.
Das Amt grenzte:
- im Norden an das Amt Hausbreitenbach (bis 1733 hessisch-sächsisches Kondominium, dann zum Herzogtum Sachsen-Weimar-Eisenach),
- im Osten an das sachsen-eisenachische Amt Eisenach,
- im Süden an das ebenfalls sachsen-eisenachische Amt Krayenberg und
- im Westen an das hessische Amt Friedewald.

## Geschichte

### Das hessische Amt Frauensee
Das Amt wurde geschaffen, als Landgraf Philipp I. von Hessen nach der Niederschlagung des Bauernaufstandes auf dem Gebiet der Abtei Hersfeld 1526 das Kloster Frauensee mit seinem gesamten Zubehör pfandweise als Entschädigung für seine Kriegskosten in Besitz nahm. Der vom Landgrafen eingesetzte Verwalter Michael Flach führte die Säkularisation des Klosters durch. Die letzten, im Lande verbliebenen Nonnen wurden mit Geldzahlungen als Altersversorgung abgefunden.
Da die Oberhoheit über das ehemalige Kloster aber weiterhin bei den sächsischen Herzögen als Nachfolger der wettinischen Landgrafen von Thüringen lag, wurde zwischen diesen und dem Landgrafen von Hessen im Jahr 1540 ein Vertrag über den Klosterbesitz geschlossen. Die Landgrafschaft Hessen erhielt die Ländereien von Frauensee, die sächsischen Herzöge erhielten Geleitrechte. Das Klostergut wurde hessische Staatsdomäne und deren Pächter wohnten in der ehemaligen Propstei. Das nun hessische Gebiet von Frauensee ragte bald wie ein Sporn in herzoglich-sächsisches Gebiet hinein, da die benachbarte Krayenburg mit ihrem Umland im Jahr 1567 vollständig an das Herzogtum Sachsen-Weimar kam. Das nördlich gelegene Amt Hausbreitenbach blieb bis 1733 in gemeinsamer hessisch-sächsischer Verwaltung.
Nach dem Tod des Landgrafen Philipp I. wurde die Landgrafschaft Hessen 1567/68 geteilt, wobei das Amt Frauensee an die Landgrafschaft Hessen-Kassel kam. 1632 baute Landgraf Wilhelm V. von Hessen-Kassel an Stelle des 1627 durch Brand zerstörten Klosters ein Herrenhaus, welches der Amtmann bewohnte.
1733 wurde Gospenroda dem Amt Frauensee angegliedert, nachdem Landgraf Friedrich von Hessen-Kassel seine Ansprüche auf das gemeinsam mit Sachsen-Eisenach verwaltete Amt Hausbreitenbach fallen ließ und dafür u. a. aus demselben den Ort erhielt. Die Ämter Frauensee und Landeck sowie der hessische Anteil an der Ganerbschaft Treffurt fielen gemäß einem Vertrag vom 22. April 1729 nach dem Tod des letzten Hanauer Grafen Johann Reinhard III., welcher 1736 eintrat, als Abfindung an das Kurfürstentum Sachsen. Dadurch entledigte sich der Landgraf von Hessen-Kassel der kursächsischen Ansprüche auf die Hanau-Münzenberger Reichslehen. Nur sechs Jahre später kamen die Ämter Frauensee und Landeck im Jahre 1742 durch Rückkauf wieder an Hessen-Kassel.

### Napoleonische Besetzung
Während des kurzlebigen Königreichs Westphalen war das bisherige Amt Frauensee Teil des Kantons Friedewald im Distrikt Hersfeld des Departements der Werra. Nach der Auflösung des Königreichs Westphalen im Jahr 1813 wurde das Kurfürstentum Hessen mit seiner vorherigen Verwaltungsstruktur wiederhergestellt.

### Sachsen-Weimar-Eisenach
Nach dem Wiener Kongress wurde das Amt Frauensee im Jahr 1816 an das Großherzogtum Sachsen-Weimar-Eisenach abgetreten. Es wurde dem benachbarten Amt Tiefenort (ehemals Krayenberg) angegliedert.
1849/50 erfolgte im Großherzogtum die Trennung der Justiz von der Verwaltung. Das ehemalige Amt Frauensee wurde wieder vom Amt Tiefenort getrennt und mit anderen Ämtern zum Verwaltungsbezirk Eisenach, der auch als III. Verwaltungsbezirk bezeichnet wurde, mit Sitz in Eisenach zusammengelegt. Dieser umfasste den nördlichen Teil des früheren Herzogtums Sachsen-Eisenach, welcher im 19. Jahrhundert auch als Eisenacher Unterland bezeichnet wurde. Frauensee kam juristisch zum Amtsgerichtsbezirk Gerstungen.

## Zugehörige Orte
Das Amt Frauensee umfasste die ehemals zum Kloster Frauensee gehörenden Ländereien, Höfe und Waldungen. 1816 bestand das Amt Frauensee aus drei Dörfern und zwölf Höfen.
Dörfer
- Frauensee
- Dönges
- Gospenroda (bis 1733 zum Amt Hausbreitenbach)

Höfe
- Albertshof
- Auenheim (Exklave im Amt Hausbreitenbach)
- Dachsgrube
- Hetzeberg
- Josthof
- Knottenhof (Ober- und Unterhof)
- Lindigshof
- Möllersgrund
- Rohnhöfe (Unterrohn)
- Rienau (Exklave im Amt Hausbreitenbach)
- Schergeshof
- Springen
- Weißendiez